# جولیا لستر دیلون
جولیا لستر دیلون (انگلیسی: Julia Lester Dillon; ۹ مارس ۱۸۷۱ – ۲۴ مارس ۱۹۵۹) آموزگار و معمار منظر اهل ایالات متحده آمریکا بود.